# Beatriz Arizaga Bolunburu
Beatriz Arizaga Bolunburu (Éibar, Guipúzcoa, 15 de enero de 1951) es una historiadora, catedrática e investigadora en Historia Medieval vasca.

## Biografía
Se licenció en Filosofía y Letras en la Universidad de Santiago de Compostela en 1975 y se doctoró en la Universidad de Cantabria en 1986.
Trayectoria Profesional
Fue profesora titular de Historia Medieval desde 1987 y obtuvo la cátedra en la Universidad de Cantabria en 2001. En el área de gestión, fue secretaria general de la Universidad de Cantabria y vicerrectora de Calidad e Innovación Educativa (2006).
En cuanto a su faceta investigadora, sus principales líneas de investigación se han centrado en la historia urbana de la Edad Media y el urbanismo medieval así como a la recuperación del paisaje urbano y la historia de las ciudades portuarias, principalmente del País Vasco. Ha participado en numerosos proyectos de investigación nacionales e internacionales, entre los cuales el proyecto Atlas de las Villas Medievales de Vasconia (1997-2008),  dedicado a las ciudades vascas de Vitoria, Pamplona y Bayona, que dirigió junto con el profesor de la universidad francesa de La Rochelle, Michel Bochaca. Este proyecto fue financiado por Sociedad de Estudios Vascos.

## Obra
Entre sus trabajos de investigación, se encuentran varios referentes a las villas guipuzcoanas, como El nacimiento de las villas guipuzcoanas en el siglo XIII-XIV (1978), Urbanística medieval (Gipuzkoa), 1990), Los cascos históricos de Gipuzkoa (1994)  y otros sobre ciudades y villas de Vizcaya, Castro Urdiales, Pamplona o más generales como Ciudades y villas portuarias del Atlántico en la Edad Media.

## Premios y reconocimientos
- 2016. Premio de Investigación 'Ville de Bayona', concedido por el Ayuntamiento de dicha localidad a un proyecto de investigación sobre pueblos del País Vasco en la Edad Media.[3]

- 2023. Medalla de Plata de la Universidad de Cantabria a la catedrática jubilada de Historia Medieval, Beatriz Arizaga.[6][7]